# آساکاوا، فوکوشیما
آساکاوا، فوکوشیما (به لاتین: Asakawa, Fukushima) یک منطقهٔ مسکونی در ژاپن است که در استان فوکوشیما واقع شده‌است. آساکاوا ۳۷٫۴۳ کیلومترمربع مساحت و ۶٬۶۰۴ نفر جمعیت دارد.